# Одесская обсерватория
Научно-исследовательский институт «Астрономическая обсерватория» Одесского национального университета имени И. И. Мечникова или Одесская обсерватория — астрономическая обсерватория, основанная в 1871 году в составе Императорского Новороссийского университета, незадолго до этого открытого в Одессе. Обсерватория входила в состав кафедры астрономии. После ликвидации в 1920 году Новороссийского университета обсерватория была переименована в Одесскую государственную астрономическую обсерваторию, которая одно время называлась и работала как Главная государственная астрономическая обсерватория Наркомпроса Украины. В 1933 году обсерватория снова включена в состав кафедры астрономии в созданном Одесском Государственном Университете. В время фашистской оккупации обсерватория не пострадала и не была разграблена. В 1990-х годах силами обсерватории были установлены новые телескопы с диаметрами зеркал: 80-см — в Туркменистане, 100-см — в Словакии. Тогда же обсерватория была переведена в ранг Научно-исследовательского института 1-й категории при сохранении исторического названия «Астрономическая обсерватория». В настоящее время обсерватория является подразделением Одесского национального университета, а также коллективным членом Украинской астрономической ассоциации. На конец 2008 года в штате обсерватории состояло около 70 сотрудников.

## Директора обсерватории
- 1871—1880 — Беркевич, Леопольд Фомич
- 1881—1910 — Кононович, Александр Константинович
- 1912—1934 — Орлов, Александр Яковлевич
- 1934—1944 — Покровский, Константин Доримедонтович
- 1944—1983 — Цесевич, Владимир Платонович
- 1983—1990 — Медведев, Юрий Александрович

Источник: http://viknaodessa.od.ua/old-photo/?direktory-observatorii
- 1990—2006 — Каретников, Валентин Григорьевич
- с 2006 года — Андриевский, Сергей Михайлович

## Отделы
- Физики звезд и галактик
- Физики малых тел Солнечной системы
- Космических исследований

Рабочие группы
- Космологии
- Астрометрии и небесной механики

## Инструменты обсерватории
- Большой астрограф
- Трехфутовый меридианный круг Репсольда (Труба: D = 5.5 дюйма, F = 76 дюйма; круг диаметром 39 дюймов; получен из Тифлисской физической обсерватории в конце XIX века)[1]
- Телескоп-рефрактор Кука (165-мм объектив)
- Малый астрограф (двукамерный)
- Трехкамерный астрограф, «ЁЖ» (короткофокусные камеры)

## Наблюдательные станции обсерватории
- Маяки — создана в 1957 году в 40 км западнее Одессы. Её основные инструменты:

- рефлектор РК400 (D=400 мм, F=2м)
- рефлектор с электрофотометром (D=500 мм, F=12м)
- двухзеркальный телескоп РК600, оптическая система Риччи-Кретьен (D=600 мм, F=4.8м)
- рефлектор РК800, оптическая система Ричи-Кретьен (D=800мм)
- Широкоугольный объектив «Таир-19» (D=17см)
- Широкоугольный объектив «Уран-12» (D=22см)
- АЗТ-3 (D=48 см, F=2м)
- Радиотелескоп «Уран-4» (РАТАН-4)
- Старый метеорный патруль на базе аэрофотокамер НАФА-3С/25
- 100-см лазерно-локационный телескоп ТПЛ-1М (в проекте)
- 80-см теодолит ЛД-2 (в проекте)

- Крыжановка — создана в 1957 году

- Новый метеорный патруль на базе телескопа системы Шмидта (17/30см) и ПЗС приемника (с 2003 года)

- Обсерватория Душак-Эрекдаг — наблюдательная станция на юге Туркменистана (Координаты обсерватории)

- 0.8-м телескоп системы Ричи-Кретьен с двухканальным фотометром

- Пик Терскол

- 0.8-м телескоп системы Кассегрен (D=0.8 м, F=10м)

- Колоница — кооперация словацких и украинских астрономов при наблюдениях в Вихорлацкой астрономической обсерватории на Колоницком Седле

- 1-м телескоп, построенный в Одесской обсерватории

## Направления исследований
- Изучения движения небесных тел (астрометрия)
- астрофизические исследования Солнца, планет, звёзд
- Гравиметрия
- исследования комет и метеоров
- Переменные звезды
- фотометрия астероидов
- исследование ИСЗ
- телескопостроение
- исследование химической и динамической эволюции звезд и Галактики

## Основные достижения
- А. Я. Орлов создал первую гравиметрическую карту страны, выделив многие месторождения полезных ископаемых.
- С первой половины XX века издается «Одесский астрономический календарь»
- В архиве стеклотеки Одесской обсерватории содержится около 100 тыс. пластинок. По этому показателю обсерватория занимает 3 место в мире после Гарвардской обсерватории (500 тыс. пластинок), Зонненбергской обсерватории (250 тыс. негативов). Подобная стеклотека есть в ГАИШ МГУ. Всего в мире накоплено около 2 миллионов отснятых пластинок со звездным небом. В перспективе ожидается сканирование данных пластинок.

## Известные сотрудники, ученики, воспитанники обсерватории
- Абалакин, Виктор Кузьмич — директор Пулковской обсерватории.
- Аксентьева, Зинаида Николаевна — член-корреспондент АН УССР, директор Полтавской гравиметрической обсерватории
- Альбицкий, Владимир Александрович — выдающийся астрометрист и директор Симеизской обсерватории, работал в обсерватории в 1915—1922 годах
- Андросов, Иннокентий Дмитриевич – астроном
- Астапович, Игорь Станиславович — в 1959—1960 был заведующим отделом астрономической обсерватории Одесского университета
- А. С. Васильев — кавалер многих российских, норвежских и советских орденов
- И. И. Витковский — директор Института астрономии АН Польши
- Гамов, Георгий Антонович — выдающийся физик XX века, работал у А. Я. Орлова
- Ганский, Алексей Павлович — лауреат премии Академии наук Франции
- Глушко, Валентин Петрович — занимался в астрономическом кружке
- Донич, Николай Николаевич
- Дьяков, Анатолий Витальевич- метеоролог из Темиртау
- Богдан Залеский
- Смирнов, Владимир Александрович
- Стойко-Радиленко, Николай Михайлович — кавалер ордена Почетного легиона Франции, директор Международного бюро времени, широт и долгот в Париже
- Стратонов, Всеволод Викторович — основоположник статистической звездной астрономии, профессор Московского и Пражского университетов
- Тимченко, Иосиф Андреевич — изобретатель

## Адрес обсерватории
- ул. Маразлиевская, д.1в (парк Т. Г. Шевченко), г.Одесса, 65014, Украина

## Интересные факты
- 18 октября 1879 года Eugen Block, наблюдая в Одессой обсерватории обнаружил ранее не известные туманности NGC 1398 и NGC 1360. Как выяснилось позднее данные объекты уже были открыты, но не были опубликованы.[2]
- Парк им. Шевченко (ранее Александровский парк) был высажен сотрудниками обсерватории в 1870-х годах с целью создания благоприятной обстановки для проведения астрономических наблюдений.
- астероиду № 2606 присвоено имя «Одесса».